# Conor McGregor
Conor Anthony McGregor (in irlandese Conchúr Antóin Mac Gréagóir; Dublino, 14 luglio 1988) è un artista marziale misto e imprenditore irlandese.
McGregor combatte per la federazione statunitense Ultimate Fighting Championship, nella quale è stato campione dei pesi leggeri e dei pesi piuma; precedentemente è stato campione in entrambe le categorie anche nell'organizzazione britannica Cage Warriors. Nel 2015 ha sconfitto il campione dei pesi piuma José Aldo in soli tredici secondi, stabilendo il record per la più veloce finalizzazione in un match titolato.
Con la vittoria su Eddie Alvarez all'evento UFC 205, è diventato inoltre il primo lottatore nella storia della UFC a detenere contemporaneamente due titoli mondiali e il terzo, dopo Randy Couture e B.J. Penn, a vincere la cintura in due diverse categorie di peso. È stato anche posizionato al secondo posto nella classifica pound for pound della federazione.
Si è reso protagonista di alcuni degli eventi di maggior successo nella storia della UFC, avendo combattuto nel main event di cinque dei sei pay-per-view più venduti. Assieme a Ronda Rousey è apparso inoltre sulla copertina del videogioco EA Sports UFC 2 e da solo in quella di EA Sports UFC 3.
Nel 2017 ha fatto il suo debutto nel mondo della boxe professionistica, perdendo contro l'imbattuto Floyd Mayweather Jr.
Nel 2021, la rivista Forbes lo ha posizionato al primo posto nella classifica degli atleti più pagati al mondo, con un patrimonio complessivo di 180 milioni di dollari.

## Biografia
Figlio di Tony e Margaret McGregor ha due sorelle: Erin e Aoife. Da giovane si interessa prima al calcio e successivamente agli sport da combattimento, spinto dal bisogno di trovare degli efficaci metodi di autodifesa: quindi incomincia a praticare il pugilato, la kickboxing e successivamente anche il grappling. A sedici anni incomincia a lavorare come idraulico, ma poco dopo lascia questo impiego per cercare di intraprendere una carriera professionistica nelle MMA.
È fidanzato dal 2008 con Dee Devlin, conosciuta la prima volta durante una serata a Dublino. Con la donna Conor ha avuto quattro figli, Conor Jack Jr, nato il 5 maggio 2017, una seconda figlia di nome Croia nata nel mese di gennaio del 2019, un terzo figlio di nome Rian nato nel mese di maggio del 2021 e un quarto figlio, sempre maschio, nato a dicembre 2023.
È favorevole al matrimonio tra persone dello stesso sesso e in occasione del referendum irlandese del 2015 ha espresso pubblicamente il suo supporto verso questa causa dichiarando: "Tutti noi meritiamo uguali diritti. Siamo tutti esseri umani alla fine".
Ha pubblicamente dichiarato di essere cattolico ed è un tifoso del Celtic e del Manchester United.
Il 21 marzo 2025 annuncia, sui social media, la sua volontà di candidarsi come Presidente della Repubblica d'Irlanda.

## Caratteristiche tecniche
McGregor è in primis un pugile dallo stile poco ortodosso ma efficace che può ricordare quello di molti boxer irlandesi del passato; ha inoltre studiato Capoeira, Taekwondo e Kickboxing, che gli hanno conferito caratteristiche preziose come imprevedibilità, precisione e velocità nella fase di striking. Vanta inoltre ottime qualità nello spostamento e nella variazione delle distanze che gli consentono di attaccare efficacemente sia con pugni, soprattutto il sinistro, che con i calci.
È inoltre cintura nera di Jiu jitsu brasiliano e recentemente ha manifestato interesse per il Karate sportivo olimpico (Kumite) apprezzandone lo studio della distanza e la rapidità e compiendo alcuni allenamenti con maestri di questa disciplina.
L'attitudine a intimidire l'avversario grazie all'utilizzo della guerra psicologica.

## Carriera nelle arti marziali miste

### Inizi in Europa
McGregor esordisce da professionista nel 2008 con la promozione di Dublino Cage of Truth, ottenendo una vittoria per KO tecnico alla seconda ripresa. Nello stesso anno seguono altre due vittorie e una sconfitta per sottomissione contro Artemij Sitenkov. Riprende a combattere nel 2010 per l'organizzazione britannica Cage Warriors. Al suo debutto viene sconfitto per sottomissione dal connazionale Joseph Duffy. Dal 2011 fino alla fine del 2012 McGregor colleziona una serie di otto vittorie consecutive, vincendo prima il titolo dei pesi piuma per sottomissione contro Dave Hill e poi la cintura dei pesi leggeri con l'ennesimo KO, questa volta contro Ivan Buchinger, divenendo campione contemporaneamente di entrambe le categorie.

### Ultimate Fighting Championship
Il record di 12-2 di McGregor composto da soli incontri terminati con una finalizzazione attira la promozione statunitense UFC che mette sotto contratto l'atleta irlandese. Il 6 aprile 2013 esordisce a Stoccolma all'evento UFC on Fuel TV: Mousasi vs. Latifi, mettendo KO in poco più di un minuto Marcus Brimage e ottenendo il premio Knockout of the Night.
McGregor divenne subito molto popolare attirando le simpatie dei fan e del presidente Dana White che lo volle per l'evento di agosto a Boston, città nota per la folta comunità irlando-americana; il 17 agosto 2013 McGregor avrebbe dovuto affrontare il britannico Andy Ogle, ma a causa di un infortunio quest'ultimo viene sostituito dal giovane Max Holloway. L'irlandese ottiene la prima vittoria ai punti in carriera con uno schiacciante 30-27 30-26 30-27 30-27 30-26, ma durante l'incontro si strappa il legamento crociato anteriore e deve far fronte ad un lungo stop.
Torna a combattere nel luglio 2014 in una gara che dovrebbe vederlo opposto a Cole Miller, ma quest'ultimo il mese prima s'infortuna e viene rimpiazzato dal numero quindici della classifica Diego Brandão. L'evento si tiene a Dublino, la città natale dell'irlandese, e i circa 9 000 biglietti disponibili per l'evento sono venduti in soli tre minuti; l'incontro vede un McGregor in piena forma, tanto da stendere il brasiliano al primo round. L'ottima prestazione gli assicura il premio di Performance of the Night.
La consacrazione definitiva avviene nel settembre dello stesso anno a Las Vegas: McGregor, dinanzi ad un pubblico quasi totalmente dalla sua parte, stende il numero cinque dei ranking Dustin Poirier in meno di due minuti. Subito dopo la vittoria viene anche promosso cintura marrone di BJJ dall'allenatore John Kavanagh. Nel gennaio del 2015 sconfigge per KO tecnico anche il top fighter tedesco Dennis Siver e ottiene l'opportunità di lottare per il titolo di categoria contro il campione in carica José Aldo. Dopo il match viene nuovamente premiato con il riconoscimento Performance of the Night.

#### Campione dei pesi piuma UFC

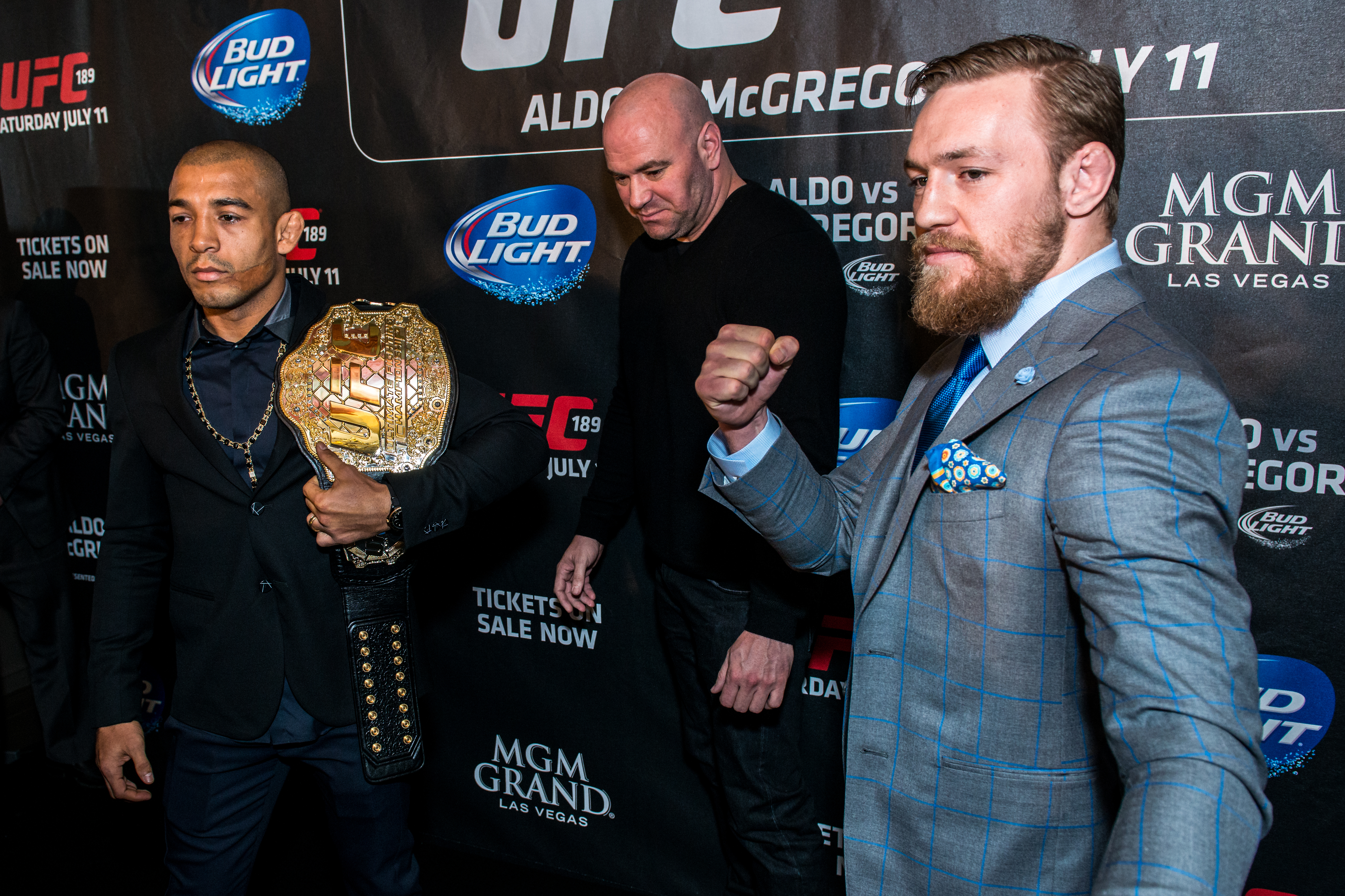
McGregor (a destra) e José Aldo (a sinistra) posano durante una conferenza stampa a Londra nel marzo 2015 per pubblicizzare l'evento UFC 189. Aldo si ritirò dalla sfida undici giorni prima a causa di una contusione alla costola.

A luglio McGregor dovrebbe affrontare José Aldo per il titolo dei pesi piuma UFC ma Aldo subisce una contusione ad una costa e il danneggiamento della cartilagine durante gli allenamenti; nonostante la volontà del campione di prendere parte all'evento, la UFC annuncia che McGregor avrebbe affrontato al suo posto Chad Mendes per il titolo ad interim dei pesi piuma. Dopo un primo round equilibrato, nel secondo McGregor subisce più intensamente l'offensiva del suo avversario che riesce a portarlo più volte al tappeto. Da una posizione sfavorevole al suolo, l'irlandese viene colpito al volto con numerose gomitate, rischiando inoltre di essere sottomesso dall'avversario, esperto lottatore; nonostante ciò McGregor riesce a rialzarsi nell'ultimo minuto del round e, sfruttando la stanchezza di Mendes, va a segno con una violenta combinazione di colpi che chiudono il match decretando la vittoria per KO tecnico. L'irlandese si laurea dunque campione ad interim dei pesi piuma ed ottiene il riconoscimento Performance of the Night. Durante l'evento The Ultimate Fighter 21 Finale il presidente Dana White annuncia che McGregor guiderà come coach gli otto partecipanti europei alla ventiduesima stagione del reality The Ultimate Fighter contro gli otto statunitensi guidati da Urijah Faber, ma i due non si sfideranno a fine stagione.
Il 12 dicembre a Las Vegas affronta José Aldo in un match valido per l'unificazione delle cinture UFC dei pesi piuma. All'inizio dell'incontro McGregor prende il controllo del centro dell'ottagono e, quando Aldo raggiunge l'arco d'azione dell'irlandese, quest'ultimo tenta di colpirlo con un diretto sinistro per mantenere le distanze; successivamente va a segno con un calcio basso mentre Aldo, muovendosi in avanti, tenta una combinazione di pugni. McGregor indietreggia e nel farlo colpisce il suo avversario con un gancio sinistro ben piazzato sul mento, mandandolo al tappeto e facendogli perdere i sensi; in seguito pone fine all'incontro per KO colpendolo ripetutamente con pugni a martello. L'irlandese ha sconfitto Aldo in soli tredici secondi, stabilendo il record per la più veloce finalizzazione in un match titolato e divenendo il nuovo campione indiscusso dei pesi piuma. L'incontro vale all'irlandese il riconoscimento di Performance of the Night. Il 26 novembre 2016 rende vacante il titolo, data l'inattività in questa divisione, che viene riassegnato d'ufficio al precedente campione.

#### Incontri con Nate Diaz

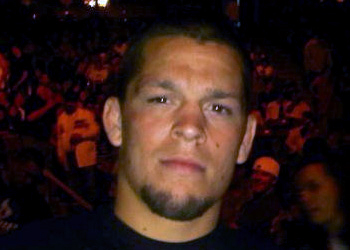
Lo statunitense Nate Diaz, con cui McGregor si scontrò in due incontri altamente pubblicizzati nel 2016

Dopo aver vinto il titolo dei pesi piuma McGregor chiede espressamente un incontro contro il campione dei pesi leggeri UFC Rafael dos Anjos per provare a diventare il terzo lottatore nella storia della UFC a vincere due titoli in due categorie di peso differenti (dopo Randy Couture e B.J. Penn) e il primo a detenerli contemporaneamente. Il presidente Dana White lo accontenta e l'incontro viene fissato per il 5 marzo; tuttavia, a undici giorni dall'incontro, Dos Anjos si infortuna ad un piede durante gli allenamenti e così la UFC annuncia che McGregor avrebbe dovuto affrontare al suo posto Nate Diaz in un incontro della categoria dei pesi welter, rinviando il match titolato in attesa del recupero del campione. Durante uno dei numerosi faccia a faccia pre-partita per promuovere UFC 196 McGregor colpisce con un violento pugno la mano di Diaz, che a fine conferenza appare ferito; questo incidente non ha tuttavia conseguenze e l'irlandese non viene sanzionato.
Durante la prima ripresa del match Conor ferisce al volto Diaz causandogli anche un rigonfiamento all'occhio, ma Nate durante il resto del combattimento mostra la sua superiorità in termini di resistenza e, nonostante la ferita, dimostra di essere in grado di tener testa a McGregor. Durante la seconda ripresa Conor viene stordito da un gancio violento sul mento e da una successiva raffica di violenti colpi al volto e, non avendo altra scelta, decide di spostare il combattimento a terra, dove però viene facilmente sottomesso per strangolamento da Diaz grazie al suo superiore Jujutsu. Sebbene fosse sfavorito, Diaz sciocca l'intera comunità delle MMA sconfiggendo McGregor e con questa vittoria ottiene i riconoscimenti Fight of the Night e Performance of the Night. Nella conferenza stampa post-match McGregor annuncia di voler ritornare a competere nella categoria dei pesi piuma, affermando di voler difendere il titolo al suo prossimo incontro.
Il 9 luglio viene annunciato la rivincita contro Diaz, sempre nella categoria welter, all'evento UFC 200; tuttavia il 19 aprile McGregor viene rimosso dall'evento dopo aver rifiutato di partecipare ad alcune registrazioni di materiale promozionale in vista dell'evento e successivamente lo stesso irlandese comunica via Twitter di volersi ritirare giovane dalle MMA. Dopo solo quarantotto ore dall'accaduto McGregor smentisce il suo ritiro: in una dichiarazione spiega il suo comportamento adducendo il fatto che le numerose campagne promozionali lo distraevano dal suo vero obiettivo, ovvero allenarsi duramente per poter affrontare Diaz sempre che la UFC decida di non cancellare l'incontro. In questa dichiarazione spiega anche di voler prendere parte alla conferenza stampa di New York per poi ritornare in Irlanda per riprendere gli allenamenti. Il 26 aprile il presidente Dana White annuncia con una conferenza stampa che McGregor non prenderà parte all'incontro con Diaz a UFC 200, ma lotterà in un evento futuro.
La rivincita con Nate Diaz si tiene il 20 agosto nel corso del UFC 202 che comprende una delle card più ricche dell'anno. McGregor inizia l'incontro similarmente al primo, mettendo a segno svariati colpi e mandando al tappeto più volte il suo avversario sfruttando una strategia basata su numerosi low-kick che mettono in seria difficoltà la stabilità di Diaz. Al terzo e al quarto round, l'irlandese comincia ad avere problemi di cardio e sotto la pressione costante di Diaz viene colpito da numerose combinazioni di colpi al volto, pur assestando egli stesso molti buoni colpi. Nel quinto round Diaz mostra la sua superiorità a livello di fiato mettendo in seria difficoltà McGregor, la gara termina con un takedown da parte dell'americano senza però risvolti rilevanti data la scarsità di tempo a disposizione e la buona guardia dell'irlandese. L'incontro vede i primi due round e il quarto a favore dell'irlandese mentre il terzo e quinto round vanno a Diaz. McGregor vince il match per decisione non unanime, con due giudici che assegnano un punteggio di 48 a 47 all'irlandese e un terzo giudice che decreta la parità: l'irlandese diviene così il secondo lottatore, dopo Kenny Florian, a vincere una gara in UFC sia nei pesi piuma che nei pesi welter. Con questa vittoria ottiene assieme a Diaz il premio Fight of the Night, segnando il record del maggior numero di riconoscimenti vinti consecutivamente (sette).

#### Campione dei pesi leggeri UFC
Il 27 settembre viene annunciato che McGregor, da campione in carica dei pesi piuma, avrebbe affrontato il campione dei pesi leggeri Eddie Alvarez all'evento UFC 205 il 12 novembre successivo; all'incontro Conor impone subito il suo gameplan e al secondo round mette Ko il suo avversario vincendo il titolo dei pesi leggeri e diventando il primo atleta nella storia della federazione a detenere allo stesso tempo due titoli in categorie di peso differenti. Il 7 aprile 2018 McGregor viene privato del titolo a causa della inattività nell'ottagono, dovuta al suo exploit nel mondo della boxe.
Il 3 agosto 2018 viene annunciato che McGregor sarebbe tornato a combattere nell'ottagono all'evento UFC 229 il 6 ottobre per sfidare Khabib Nurmagomedov per il titolo dei pesi leggeri, mentre il 20 settembre firma un contratto per sei combattimenti con la federazione. All'evento McGregor, di ritorno nell'ottagono dopo più di due anni, viene sconfitto da Nurmagomedov al quarto round per sottomissione.

#### Passaggio alla categoria welter
Il 25 marzo 2019 annuncia con un tweet la sua volontà di abbandonare il mondo delle MMA, augurando fortuna al resto degli atleti della UFC; dopo aver smentito il suo ritiro sempre tramite il social network, McGregor torna a combattere il 18 gennaio 2020 contro Donald Cerrone nel main event di UFC 246: l'irlandese mette KO l'avversario dopo soli quaranta secondi, ottenendo il premio Performance of the Night e diventando il primo atleta UFC a vantare una vittoria per KO in tre diverse divisioni.

#### Ritorno ai pesi leggeri
Il 24 gennaio 2021, dopo più di un anno dal suo ultimo incontro, affronta per la seconda volta in carriera Dustin Poirier all'evento UFC 257: Poirier vs. McGregor 2: stavolta, tuttavia, è l'irlandese ad essere sconfitto (primo KO in carriera) al secondo round. A seguito dello scontro, Conor è costretto a rimanere per sei mesi lontano dall'ottagono a causa delle percosse subite.
Ritorna così a combattere il 10 luglio dello stesso anno per concludere la trilogia contro Poirier nell'evento UFC 264: Poirier vs. McGregor 3. Anche questa volta perde il match alla fine del primo round a causa di uno stop medico avvenuto in seguito alla frattura della tibia dell'irlandese, che lo ha reso impossibilitato a continuare l'incontro.
Nel 2023, dopo aver recuperato dall'infortunio, partecipa per la seconda volta come coach al reality The Ultimate Fighter contro il team allenato da Michael Chandler. A differenza della sua ultima partecipazione, questa volta affronterà quest'ultimo a fine stagione.

## Carriera nel pugilato

### Mayweather Jr. vs. McGregor
Nel 2016 si è detto pronto a sfidare in un incontro di boxe l'imbattuto ex pluricampione Floyd Mayweather e il 30 novembre ottiene la licenza da pugile professionista dalla commissione atletica della California. Dopo un intenso periodo di negoziazioni l'incontro viene programmato ufficialmente per il 26 agosto 2017 alla T-Mobile Arena di Paradise, nel Nevada. Dopo un mastodontico tour promozionale e un altrettanto imponente giro di affari, l'incontro si tiene come previsto: Mayweather vince per KO tecnico alla decima ripresa. La prestazione di McGregor è comunque risultata molto positiva.

## Risultati nelle arti marziali miste
| Risultato | Record | Avversario          | Metodo                               | Evento                                    | Data              | Round | Tempo | Città                                     | Note |
| --------- | ------ | ------------------- | ------------------------------------ | ----------------------------------------- | ----------------- | ----- | ----- | ----------------------------------------- | --- |
| Sconfitta | 22-6   | Dustin Poirier      | KO Tecnico (stop medico)             | UFC 264: Poirier vs. McGregor 3           | 10 luglio 2021    | 1     | 5:00  | Las Vegas, Stati Uniti                    | |
| Sconfitta | 22-5   | Dustin Poirier      | KO Tecnico (pugni)                   | UFC 257: Poirier vs. McGregor 2           | 24 gennaio 2021   | 2     | 2:32  | Isola Yas, Abu Dhabi, Emirati Arabi Uniti | Performance of the Night.                                                                                     |
| Vittoria  | 22-4   | Donald Cerrone      | KO Tecnico (pugni)                   | UFC 246: McGregor vs. Cerrone             | 18 gennaio 2020   | 1     | 0:40  | Las Vegas, Stati Uniti                    | Incontro nei pesi welter. Performance of the Night.                                                           |
| Sconfitta | 21-4   | Khabib Nurmagomedov | Sottomissione (neck crank)           | UFC 229: Khabib vs. McGregor              | 6 ottobre 2018    | 4     | 3:03  | Las Vegas, Stati Uniti                    | Per il titolo dei pesi leggeri UFC.                                                                           |
| Vittoria  | 21-3   | Eddie Alvarez       | KO Tecnico (pugni)                   | UFC 205: Alvarez vs. McGregor             | 12 novembre 2016  | 2     | 3:04  | New York, Stati Uniti                     | Vince il titolo dei pesi leggeri UFC. Performance of the Night. Successivamente tolto per inattività.         |
| Vittoria  | 20-3   | Nate Diaz           | Decisione (maggioranza)              | UFC 202: Diaz vs. McGregor 2              | 20 agosto 2016    | 5     | 5:00  | Las Vegas, Stati Uniti                    | Fight of the Night.                                                                                           |
| Sconfitta | 19-3   | Nate Diaz           | Sottomissione (rear naked choke)     | UFC 196: McGregor vs. Diaz                | 5 marzo 2016      | 2     | 4:12  | Las Vegas, Stati Uniti                    | Debutto nei pesi welter. Fight of the Night.                                                                  |
| Vittoria  | 19-2   | José Aldo           | KO (pugno)                           | UFC 194: Aldo vs. McGregor                | 12 dicembre 2015  | 1     | 0:13  | Las Vegas, Stati Uniti                    | Vince e unifica il titolo dei pesi piuma UFC. Performance of the Night. Successivamente tolto per inattività. |
| Vittoria  | 18-2   | Chad Mendes         | KO Tecnico (pugni)                   | UFC 189: Mendes vs. McGregor              | 11 luglio 2015    | 2     | 4:57  | Las Vegas, Stati Uniti                    | Vince il titolo dei pesi piuma UFC ad interim. Performance of the Night.                                      |
| Vittoria  | 17-2   | Dennis Siver        | KO Tecnico (pugni)                   | UFC Fight Night: McGregor vs. Siver       | 18 gennaio 2015   | 2     | 1:54  | Boston, Stati Uniti                       | Performance of the Night.                                                                                     |
| Vittoria  | 16-2   | Dustin Poirier      | KO Tecnico (pugni)                   | UFC 178: Johnson vs Cariaso               | 27 settembre 2014 | 1     | 1:46  | Las Vegas, Stati Uniti                    | Performance of the Night.                                                                                     |
| Vittoria  | 15-2   | Diego Brandão       | KO Tecnico (pugni)                   | UFC Fight Night: McGregor vs. Brandao     | 19 luglio 2014    | 1     | 4:05  | Dublino, Irlanda                          | Performance of the Night.                                                                                     |
| Vittoria  | 14–2   | Max Holloway        | Decisione (unanime)                  | UFC Fight Night: Shogun vs. Sonnen        | 17 agosto 2013    | 3     | 5:00  | Boston, Stati Uniti                       | |
| Vittoria  | 13–2   | Marcus Brimage      | KO Tecnico (pugni)                   | UFC on Fuel TV: Mousasi vs. Latifi        | 6 aprile 2013     | 1     | 1:07  | Stoccolma, Svezia                         | Debutto in UFC. Ritorno nei pesi piuma. Knockout of the Night.                                                |
| Vittoria  | 12–2   | Ivan Buchinger      | KO (pugno)                           | Cage Warriors 51                          | 31 dicembre 2012  | 1     | 3:40  | Dublino, Irlanda                          | Vince il titolo vacante dei pesi leggeri Cage Warriors.                                                       |
| Vittoria  | 11–2   | Dave Hill           | Sottomissione (rear naked choke)     | Cage Warriors 47                          | 2 giugno 2012     | 2     | 4:10  | Dublino, Irlanda                          | Vince il titolo vacante dei pesi piuma Cage Warriors.                                                         |
| Vittoria  | 10–2   | Steve O'Keefe       | KO (gomitate)                        | Cage Warriors 45                          | 18 febbraio 2012  | 1     | 1:33  | Londra, Regno Unito                       | Ritorno nei pesi piuma.                                                                                       |
| Vittoria  | 9–2    | Aaron Jahnsen       | KO Tecnico (pugni)                   | Cage Warriors: Fight Night 2              | 8 settembre 2011  | 1     | 3:29  | Amman, Giordania                          | |
| Vittoria  | 8–2    | Artur Sowiński      | KO Tecnico (pugni)                   | Celtic Gladiator 2: Clash of the Giants   | 11 giugno 2011    | 2     | 1:12  | Port Laoise, Irlanda                      | Ritorno nei pesi leggeri.                                                                                     |
| Vittoria  | 7–2    | Patrick Doherty     | KO (pugno)                           | Immortal FC 4                             | 16 aprile 2011    | 1     | 0:04  | Letterkenny, Irlanda                      | |
| Vittoria  | 6–2    | Mike Wood           | KO (pugni)                           | Cage Contender 8: Fields vs. Redmond      | 12 marzo 2011     | 1     | 0:16  | Dublino, Irlanda                          | Ritorno nei pesi piuma.                                                                                       |
| Vittoria  | 5–2    | Hugh Brady          | KO Tecnico (pugni)                   | Chaos FC 8                                | 12 febbraio 2011  | 1     | 2:31  | Derry, Regno Unito                        | |
| Sconfitta | 4–2    | Joseph Duffy        | Sottomissione (triangolo di braccio) | Cage Warriors 39: The Uprising            | 27 novembre 2010  | 1     | 0:38  | Cork, Irlanda                             | Debutto in Cage Warriors.                                                                                     |
| Vittoria  | 4–1    | Connor Dillon       | KO Tecnico (stop dall'angolo)        | Chaos FC 7                                | 9 ottobre 2010    | 1     | 4:22  | Derry, Regno Unito                        | Incontro nei pesi piuma.                                                                                      |
| Vittoria  | 3–1    | Stephen Bailey      | KO Tecnico (pugni)                   | K.O.: The Fight Before Christmas          | 12 dicembre 2008  | 1     | 1:22  | Dublino, Irlanda                          | Debutto nei pesi leggeri.                                                                                     |
| Sconfitta | 2–1    | Artemij Sitenkov    | Sottomissione (kneebar)              | Cage of Truth 3                           | 28 giugno 2008    | 1     | 0:30  | Dublino, Irlanda                          | |
| Vittoria  | 2–0    | Mo Taylor           | KO Tecnico (pugni)                   | Cage Rage: Contenders Ireland vs. Belgium | 3 maggio 2008     | 1     | 1:06  | Dublino, Irlanda                          | |
| Vittoria  | 1–0    | Gary Morris         | KO Tecnico (pugni)                   | Cage of Truth 2                           | 8 marzo 2008      | 2     | 0:04  | Dublino, Irlanda                          | Debutto nei pesi piuma.                                                                                       |

## Risultati nel pugilato
| Risultato | Record | Avversario           | Metodo | Evento                 | Data           | Round | Tempo | Città            | Note    |
| --------- | ------ | -------------------- | ------ | ---------------------- | -------------- | ----- | ----- | ---------------- | ------- |
| Sconfitta | 0-1    | Floyd Mayweather Jr. | TKO    | Mayweather vs McGregor | 26 agosto 2017 | 10    | 1:03  | Paradise, Nevada | Debutto |

 Legenda
NC: no contest
KO: knockout
UD: decisione unanime
SD: decisione non unanime
SQ: squalifica
TKO: knockout tecnico. 

## Filmografia
Su Conor McGregor sono stati girati due documentari, il primo nel 2017 dal titolo Conor McGregor: Notorious, che ripercorre la sua ascesa nelle arti marziali miste fino all'incontro di boxe con Floyd Mayweather, ed un secondo documentario uscito su Netflix nel 2023 composto da quattro episodi intitolato McGregor Forever, che ripercorre invece la vita dell'irlandese dalla sconfitta con Khabib Nurmagomedov fino all'infortunio alla caviglia rimediato nel terzo incontro con Dustin Poirier.
- Road House, regia di Doug Liman (2024)

## Procedimenti giudiziari e controversie

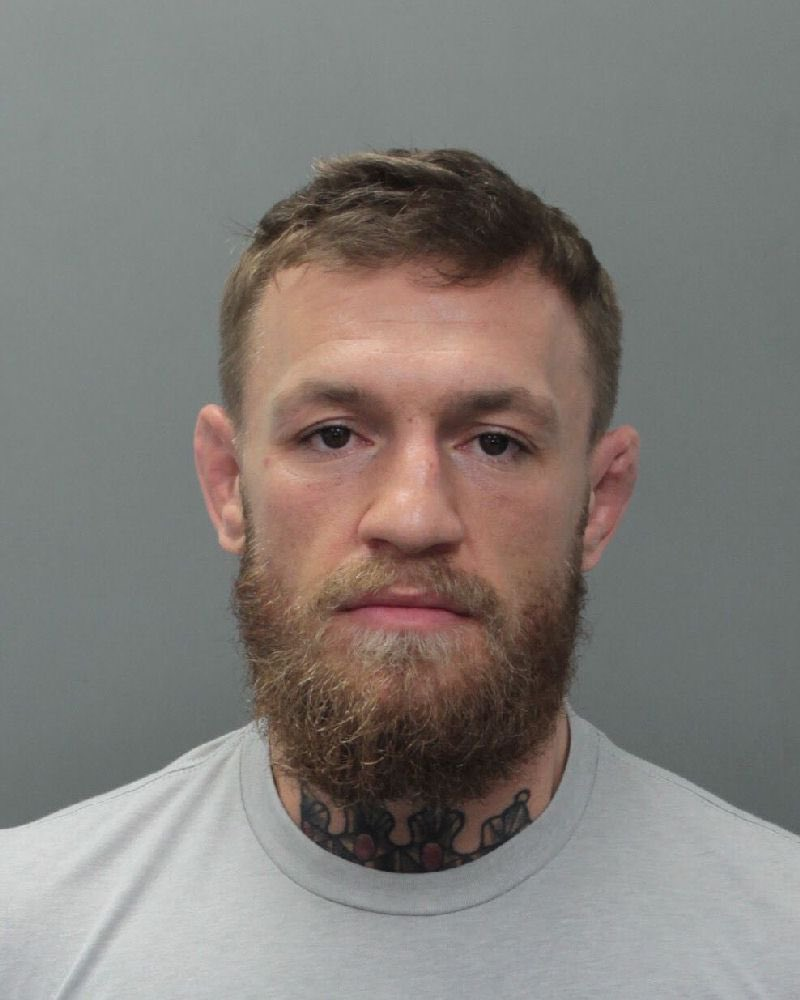
Foto segnaletica di McGregor a marzo 2019.

McGregor è noto anche per numerosi episodi e comportamenti controversi, che spesso gli hanno procurato problemi con la legge.
- Nell'estate del 2016 si è reso protagonista di un acceso scambio di frecciate su Twitter con i wrestler della WWE.[56][57]
- Nel mese di novembre del 2017, McGregor è stato multato con 400 euro per avere superato i limiti di velocità nella cittadina di Rathcoole, nella contea di South Dublin.[58] Un anno più tardi, è stato invece multato con 1 000 euro per avere nuovamente superato i limiti di velocità questa volta nella cittadina di Kill, nella contea di Kildare.[59] A seguito di tale recidiva, gli è stata sospesa la patente per sei mesi.[59]
- Il 10 novembre 2017 Charlie Ward, compagno di allenamenti di McGregor, fece il suo debutto nelle MMA all'evento Bellator 187, tenutosi a Dublino, vincendo per KO contro John Redmond: McGregor, per festeggiare, entrò nell'ottagono scavalcando la rete ancor prima che l'arbitro potesse sincerarsi delle condizioni di Redmond, generando una rissa con lo staff della federazione.[60]
- Il 29 novembre successivo McGregor, in un pub, sempre di Dublino, assalì un uomo che in seguito si scoprì essere molto legato al potente trafficante Graham Whelan del cartello di Kinahan. La mafia irlandese avrebbe chiesto a McGregor 900 000 euro per risolvere la faccenda.[61][62]
- Il 5 aprile 2018 McGregor, assieme a circa altre venti persone del suo staff, assalì nel parcheggio sotterraneo del Barclays Center di Brooklyn il pullman che ospitava al suo interno alcuni lottatori della UFC che il 7 aprile avrebbero combattuto all'evento UFC 223: in particolare lanciò un carrello contro un finestrino del veicolo ferendo al volto i colleghi Michael Chiesa e Ray Borg.[63][64][65] Successivamente si costituì alla polizia[65][66] e venne rilasciato dopo aver pagato una cauzione di 50 000 dollari.[67] La causa del gesto è da ricercare nel fatto che il pullman ospitava Khabib Nurmagomedov, che alcuni giorni prima, assieme ad alcuni suoi intimi, aveva avuto un serio confronto con Artem Lobov, amico di McGregor, riguardante alcune sue dichiarazioni sui media.[68]
- L'11 marzo 2019, McGregor è stato arrestato fuori dal Fontainebleau Hotel a Miami Beach, in Florida, dopo avere aggredito un fan e avergli distrutto a terra il telefono.[69] Per tale avvenimento il lottatore irlandese è stato tenuto in custodia per diverse ore prima di venire rilasciato a seguito del pagamento di una cauzione di 12 000 dollari.[70]
- Il 6 aprile 2019,[71] McGregor all'interno del Bar Marble Arch di Dublino si rese protagonista di un'aggressione con un pugno ai danni di un avventore di 54 anni, Desmond Keogh, dopo che quest'ultimo aveva ripetutamente rifiutato un bicchiere del whisky di sua produzione denominato Proper Twelve, offertogli dallo stesso fighter.[72] Il 1º novembre, McGregor si è dichiarato colpevole dell'aggressione ed è stato multato con 1 000 euro.[73] Due anni dopo, l'irlandese decide infine di comprare il bar che fece da scenario all'evento per una cifra di circa due milioni di sterline, vietando l'entrata al cliente che lo aveva denunciato, il quale replicò che non era comunque più sua intenzione tornarci. McGregor ha poi chiuso il bar, con l'intenzione di demolirlo per costruire un grande edificio residenziale con palestra e ristorante.[74][75]
- Il 10 settembre 2020, McGregor è stato arrestato per la terza volta in Corsica con l'accusa di violenza sessuale ai danni di una ragazza per un incidente avvenuto presumibilmente all'interno di un bar.[76] Dopo essere stato trattenuto in custodia per due giorni mentre veniva interrogato dalla polizia, è stato rilasciato senza accuse. Otto mesi dopo, le autorità francesi hanno abbandonato l'indagine per mancanza di prove.[77]
- Il 12 settembre 2021, agli MTV Video Music Awards 2021 tenutisi al Barclays Center di Brooklyn, Conor si è reso protagonista di una tentata aggressione ai danni del rapper Machine Gun Kelly, in seguito ad un presunto rifiuto da parte di quest'ultimo di fare una foto con il fighter irlandese.[78][79]
- Il 17 ottobre 2021, sul suo profilo Instagram, il cantante italiano Francesco Facchinetti ha dichiarato di essere stato aggredito a Roma all'hotel St Regis senza motivo con un pugno al volto da McGregor mentre in compagnia della moglie stava amabilmente conversando con lui, e di avere sporto denuncia.[80][81]
- Il 10 giugno 2023, prima di gara-4 delle NBA Finals tra Miami Heat e Denver Nuggets, si trovava al Kaseya Center per promuovere uno spray antidolorifico da lui prodotto; tuttavia McGregor si è reso protagonista in negativo aggredendo l'uomo che animava la mascotte degli Heat e spedendolo in ospedale.[82][83]
- La sera stessa dell'aggressione alla mascotte dei Miami Heat è stato accusato di avere violentato sessualmente una ragazza nei bagni del Kaseya Center.[84]
- Nel novembre del 2024 è stato condannato in sede civile a risarcire circa 250.000 dollari per lo stupro ai danni di Nikita Hand, avvenuto a Dublino nel 2018. [85]